# Gerd Leopold

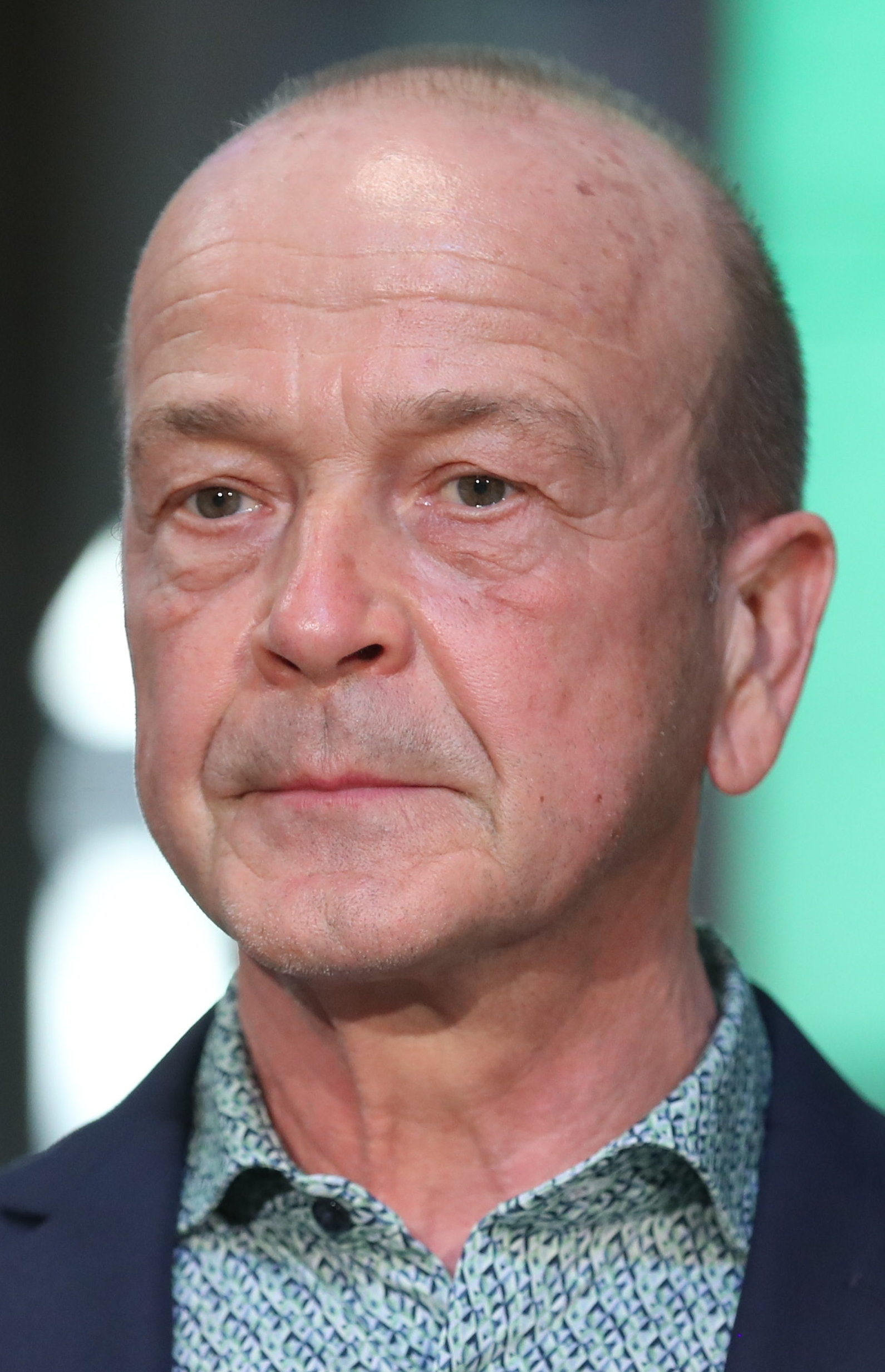
Gerd Leopold (2022)

Gerd Leopold (* 23. Juli 1958 in Riesa, Deutsche Demokratische Republik) ist ein ehemaliger deutscher Mittel- und Langstreckenläufer und gegenwärtiger Bobtrainer. Er zählt zu den weltbesten Trainern des Bobsports.

## Leben
Leopold war als Mittel- und Langstreckenläufer beim SC Einheit Dresden aktiv. In dieser Zeit absolvierte er die Marathonstrecke in 2:32 Stunden. Damit gelang es ihm, sich in die ewige Stadtrangliste Dresdens einzutragen. Die Ausdauer wurde als seine herausstechendste Eigenschaft beschrieben. Seine aktive leistungssportliche Karriere musste Leopold jedoch aufgrund von gesundheitlichen Problemen frühzeitig beenden.
1982 erhielt er von der politischen Führung und dem Ministerium für Staatssicherheit der Deutschen Demokratischen Republik den Auftrag, in Altenberg an der neu gebauten Rennschlitten- und Bobbahn einen zweiten Stützpunkt für den Bobsport neben Oberhof aufzubauen. Nach der politischen Wende und der anschließenden Wiedervereinigung arbeitete er an der Seite von Raimund Bethge als Bundestrainer. Dafür verließ der den Altenberger Stützpunkt und zog nach Berchtesgaden. 1993 kehrte er zurück ins Erzgebirge. Dort sah er sich mit Stasi-Vorwürfen konfrontiert, welche jedoch mit einem Freibrief beendet wurden. Nach seiner Rückkehr nach Altenberg heiratete er zum zweiten Mal.
In Altenberg trainierte Leopold Harald Czudaj. Diesem gelang bei den Olympischen Winterspielen 1994 im norwegischen Lillehammer zusammen mit Karsten Brannasch, Olaf Hampel, Alexander Szelig der Olympiasieg im Viererbob. Im Februar 1996 gründete er gemeinsam mit Czudaj das „Olympia“-Sport und Freizeitzentrum in Riesa sowie 2003 ein Pendant in Coswig.
Nach dem Ende seiner Tätigkeit als Bundestrainer übernahm Leopold zunächst das Amt des Nationaltrainers von Jamaika, später arbeitete er für den französischen und niederländischen Verband. In dieser Zeit engagierte er sich zudem in seiner Heimatstadt Riesa als Stadtrat. Dieses Mandat gab er auf, als der Bob- und Schlittenverband für Deutschland ihn im Jahr 2007 erneut verpflichtete. Leopold wurde Bundesstützpunkttrainer in Altenberg und war zeitweilig auch für den Nachwuchs zuständig. Dort trainierte er u. a. Matthias Höpfner, Thomas Florschütz, den mehrfachen Weltmeister und Olympiasieger von 2018 sowie 2022, Francesco Friedrich und Nico Walther. Nach dem Olympiasieg von Friedrich 2018 wurde Leopold die Ehre zuteil, sich in das Goldene Buch der Stadt Riesa eintragen zu dürfen. Zudem gab er bekannt, seine Karriere als Trainer bis zu den Olympischen Winterspielen 2022 fortsetzen zu wollen. Am 12. Januar 2019 wurde er im Rahmen der Sächsischen Sportgala zum Trainer des Jahres 2018 gekürt.
Leopold ist verheiratet und Vater von vier Kindern.